# Jonesboro (Maine)
Jonesboro ist eine Town im Washington County des Bundesstaates Maine in den Vereinigten Staaten. Im Jahr 2020 lebten dort 579 Einwohner in 330 Haushalten auf einer Fläche von 99,35 km².

## Geographie
Nach dem United States Census Bureau hat Jonesboro eine Gesamtfläche von 99,35 km², von der 94,74 km² Land sind und 4,61 km² aus Gewässern bestehen.

### Geographische Lage
Jonesboro liegt im Südwesten des Washington Countys am Atlantischen Ozean. Der Chandler River fließt in südlicher Richtung durch das Gebiet und mündet im Atlantischen Ozean. Weitere kleinere Flüsse münden ebenfalls im Ozean. Es gibt keine größeren Seen auf dem Gebiet, es ist zudem eben, ohne größere Erhebungen.

### Nachbargemeinden
Alle Entfernungen sind als Luftlinien zwischen den offiziellen Koordinaten der Orte aus der Volkszählung 2010 angegeben.
- Norden: North Washington, Unorganized Territory, 57,7 km
- Osten: Whitneyville, 11,1 km
- Südosten: Roque Bluffs, 9,9 km
- Süden: Jonesport, 14,7 km
- Südwesten: Addison, 19,0 km
- Nordwesten: Columbia Falls, 10,0 km

### Stadtgliederung
In Jonesboro gibt es mehrere Siedlungsgebiete: Chandler's River (später Chandersville), Jonesboro und Jonesboro Station.

### Klima
Die mittlere Durchschnittstemperatur in Jonesboro liegt zwischen −7,8 °C (18 °F) im Januar und 18,3 °C (65 °F) im Juli. Damit ist der Ort gegenüber dem langjährigen Mittel der USA um etwa 9 Grad kühler. Die Schneefälle zwischen Oktober und Mai liegen mit bis zu zweieinhalb Metern mehr als doppelt so hoch wie die mittlere Schneehöhe in den USA; die tägliche Sonnenscheindauer liegt am unteren Rand des Wertespektrums der USA.

## Geschichte
Jonesboro wurde als Township No. 22 Eastern Division (T22 ED), West of Machias vermessen. Genannt wurde das Gebiet auch Chandler's River oder Jones and Chandler's River. Am 4. März 1809 wurde das Gebiet als Town organisiert. Teile des Gebietes wurden an Jonesport im Jahr 1832 und an Roque Bluffs im Jahr 1891 abgegeben, um diese Town zu gründen. Weitere Gebiete wurden an Columbia und Machias im Jahr 1838 abgegeben.
Der Besiedlung des Gebietes liegt ein Grant durch Massachusetts an John C. Jones und anderen im Jahre 1789 über 48.160 Morgen zugrunde. Judah Chandler soll der erste Siedler gewesen sein. Er kam 1763 oder 1764 an und baute im 1764 ein Haus und eine Mühle in der Nähe der Whitney-Mühlen. Joel Whitney, Vater von Captain Ephraim Whitney, kam um 1767 aus Portland. Captain Whitney war zwei Jahre lang Mitglied der Legislatur von Massachusetts, 1820 des Konvents zur Bildung einer Verfassung für Maine, und vertrat seinen Distrikt in der Legislative des neuen Staates. Kapitän Samuel Watts aus Falmouth zog 1769 hierher und Josiah Weston 1772. Letzterer heiratete 1774 Hannah, die Tochter von Kapitän Watts. Sie ist eng mit der Geschichte der Stadt verbunden, insbesondere durch ihre bemerkenswerte Nachtreise nach Macbias, um den Patrioten Pulver für die Gefangennahme des britischen bewaffneten Schoners Biargaretta zu bringen. Sie starb 1855 mit 97 Jahren. Der Name der Town wurde zu Ehren des führenden Inhabers gewählt. Zuvor hatte es den Namen Chandler's River getragen. Der Abschnitt der Siedlung war bemerkenswert gut bewaldet. Das erste Schiff wurde 1785 von Captain Locke zu Handelszwecken den Fluss hinauf gesegelt.
Die Bahnstrecke Washington Junction–St. Croix Junction führte durch Jonesboro.

### Einwohnerentwicklung
| Volkszählungsergebnisse – Town of Jonesboro, Maine | Volkszählungsergebnisse – Town of Jonesboro, Maine | Volkszählungsergebnisse – Town of Jonesboro, Maine | Volkszählungsergebnisse – Town of Jonesboro, Maine | Volkszählungsergebnisse – Town of Jonesboro, Maine | Volkszählungsergebnisse – Town of Jonesboro, Maine | Volkszählungsergebnisse – Town of Jonesboro, Maine | Volkszählungsergebnisse – Town of Jonesboro, Maine | Volkszählungsergebnisse – Town of Jonesboro, Maine | Volkszählungsergebnisse – Town of Jonesboro, Maine | Volkszählungsergebnisse – Town of Jonesboro, Maine |
| Jahr                                               | 1800                                               | 1810                                               | 1820                                               | 1830                                               | 1840                                               | 1850                                               | 1860                                               | 1870                                               | 1880                                               | 1890                                               |
| -------------------------------------------------- | -------------------------------------------------- | -------------------------------------------------- | -------------------------------------------------- | -------------------------------------------------- | -------------------------------------------------- | -------------------------------------------------- | -------------------------------------------------- | -------------------------------------------------- | -------------------------------------------------- | -------------------------------------------------- |
| Einwohner                                          |                                                    | 553                                                | 675                                                | 810                                                | 392                                                | 466                                                | 518                                                | 522                                                | 555                                                | 624                                                |
| Jahr                                               | 1900                                               | 1910                                               | 1920                                               | 1930                                               | 1940                                               | 1950                                               | 1960                                               | 1970                                               | 1980                                               | 1990                                               |
| Einwohner                                          | 606                                                | 519                                                | 461                                                | 468                                                | 479                                                | 459                                                | 428                                                | 448                                                | 553                                                | 585                                                |
| Jahr                                               | 2000                                               | 2010                                               | 2020                                               | 2030                                               | 2040                                               | 2050                                               | 2060                                               | 2070                                               | 2080                                               | 2090                                               |
| Einwohner                                          | 594                                                | 583                                                | 579                                                |                                                    |                                                    |                                                    |                                                    |                                                    |                                                    |                                                    |

## Kultur und Sehenswürdigkeiten

### Bauwerke
In Jonesboro wurden mehrere Bauwerke unter Denkmalschutz gestellt und ins National Register of Historic Places aufgenommen.
- Jonesboro Grange No. 357, 2010 unter der Register-Nr. 10001035.[9]
- Jonesboro Union Church, 2002 unter der Register-Nr. 02000788.[10]

## Wirtschaft und Infrastruktur

### Verkehr
Der U.S. Highway 1 verläuft in westöstlicher Richtung durch die Town. Von ihm zweigt der U.S. Highway 1A in nördlicher Richtung ab.

### Öffentliche Einrichtungen
Es gibt keine medizinischen Einrichtungen in Jonesboro. Die nächstgelegenen befinden sich in Machias.
In Jonesboro befindet sich die Peabody Memorial Library. Diese Bücherei versorgt auch die Bewohner der umliegenden Towns Beals und Addison seit 1915.

### Bildung
Jonesboro gehört mit Cutler, East Machias, Machias, Machiasport, Marshfield, Northfield, Roque Bluffs, Wesley, Whiting und Whitneyville zum Schulbezirk AOS 96.
Im Schulbezirk werden folgende Schulen angeboten:
- Bay Ridge Elementary School in Cutler, mit Schulklassen von Kindergarten bis zum 8. Schuljahr
- Elm Street School in East Machias, mit Schulklassen von Pre-Kindergarten bis zum 8. Schuljahr
- Jonesboro Elementary School in Jonesboro, mit Schulklassen von Pre-Kindergarten bis zum 8. Schuljahr
- Rose M. Gaffney School in Machias, mit Schulklassen von Pre-Kindergarten bis zum 8. Schuljahr
- Fort O’Brien School in Machiasport, mit Schulklassen von Pre-Kindergarten bis zum 8. Schuljahr
- Wesley Elementary School in Wesley, mit Schulklassen von Kindergarten bis zum 8. Schuljahr
- Whiting Village School in Whiting, mit Schulklassen von Kindergarten bis zum 8. Schuljahr
- Machias Memorial High School in Machias, mit Schulklassen vom 9. bis zum 12. Schuljahr

Zudem befindet sich in East Machias die Washington Academy, eine private vorbereitende High School. Die Akademie wurde 1792 gegründet und hat Internats- und Tagesschüler.